# 24 cm schwere Flügelminenwerfer Albrecht
Il 24 cm schwere Flügelminenwerfer Albrecht o 24 cm sFIMW Albrecht (in italiano: "lanciamine pesante da 24 cm modello Albrecht") era una bombarda o lanciamine (Minenwerfer) di grosso calibro utilizzata dall'Esercito imperiale tedesco durante la prima guerra mondiale.

## Storia
Sebbene la maggior parte degli eserciti combattenti disponesse di artiglieria campale pesante prima dello scoppio della Grande Guerra, nessuno di essi ne disponeva in numero adeguato, né aveva previsto la crescente importanza dell'artiglieria pesante una volta che il Fronte occidentale ristagnò, trasformandosi in guerra di trincea.
Mine, mitragliatrici, trincee e filo spinato costituivano una costante minaccia per le fanterie attaccanti. Il filo spinato veniva spesso utilizzato per canalizzare gli attaccanti lontano da punti vulnerabili delle trincee dei difensori, verso aree predefinite battute dal fuoco incrociato delle mitragliatrici o della propria artiglieria. Linee di reticolati venivano utilizzate anche per ritardare la corsa degli attaccanti, consentendo ai difensori di appostarsi delle trincee e tenere gli attaccanti a distanza di sicurezza, in attesa del tiro di sbarramento amico.
Per superare questa situazione di stallo, era necessario fornire gli attaccanti una pezzo di artiglieria pesante facilmente trasportabile, leggero, semplice ed economico. Per rispondere a queste esigenze venne sviluppata una serie di mortai da trincea pesanti, che potevano essere portati al seguito delle forze attaccanti per lanciare bombardamenti preparatori pesanti a corto raggio, eliminando gli ostacoli e neutralizzando le difese nemiche.

## Sviluppo
Ispirato al riuscito Mortier de 240 mm francese introdotto nel 1915, l'Ingenieur Komitee (Comitato ingegneristico) o IKO dell'Esercito imperiale nel 1916 propose un progetto per un mortaio pesante direttamente derivato, il 24 cm schwerer Flügelminenwerfer IKO, entrato in produzione nel 1917. Nello stesso anno una variante più complessa venne prodotta dalla ditta Albrecht e denominata 24 cm schwere Flügelminenwerfer Albrecht o 24 cm sFIMW 17 Albrecht. Furono costruiti 700 esemplari di entrambi i modelli.

## Tecnica
Come il precedente IKO, il mortaio Albrecht era un'arma a canna liscia ad avancarica, che utilizzava proietti e cariche di lancio separate. La canna era composta da due sezioni, separabili per il trasporto, ed era incavalcata su un affusto su piastra circolare che brandeggiava su 360° su una robusta piattaforma in legno. La piattaforma era dotata di assale per l'installazione delle ruote per il traino. Il meccanismo di elevazione era più robusto di quello dell'IKO, ma rendeva il pezzo più pesante di 1.010 kg. Tuttavia la gittata era superiore di 450 m rispetto al predecessore.
Il mortaio veniva caricato inserendo dalla volata la carica propellente e avvitando una capsula a percussione sulla culatta. Veniva poi inserita, sempre dalla volata, la bomba da mortaio da 100 kg, dotata di 4 alette di stabilizzazione. Lo sparo veniva comandato da una cordicella che azionava il cane. Sia l'IKO che l'Albrecht utilizzavano lo stesso munizionamento.

## Galleria d'immagini

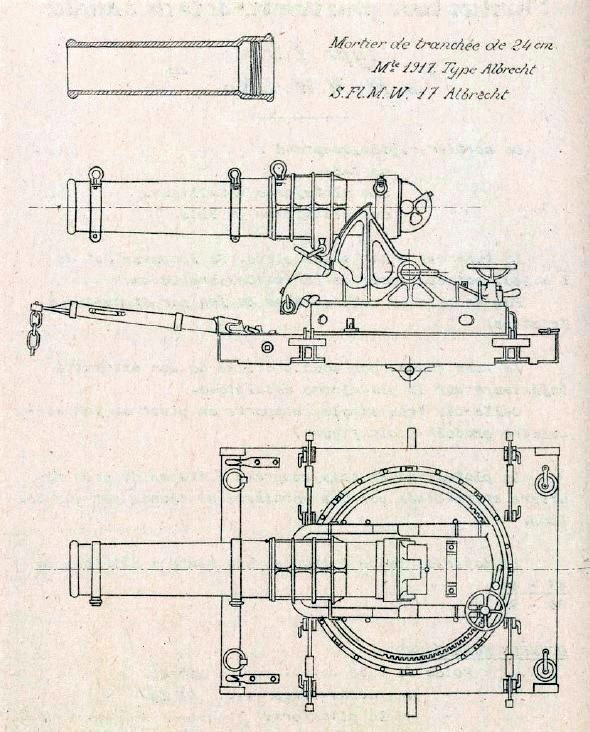
Disegno di mortaio Albrecht.
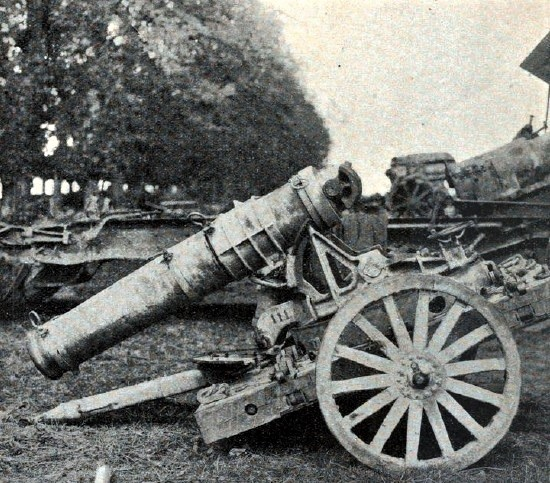
Mortaio Albrecht catturato.
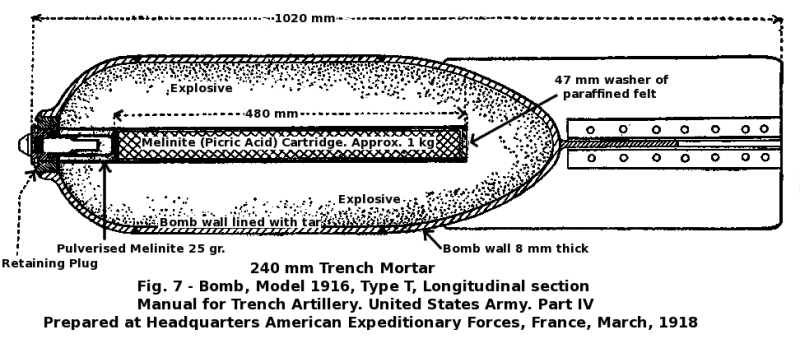
Disegno di una bomba da mortaio americana da 240 mm. Il proietto di IKO e Albrecht era molto simile.
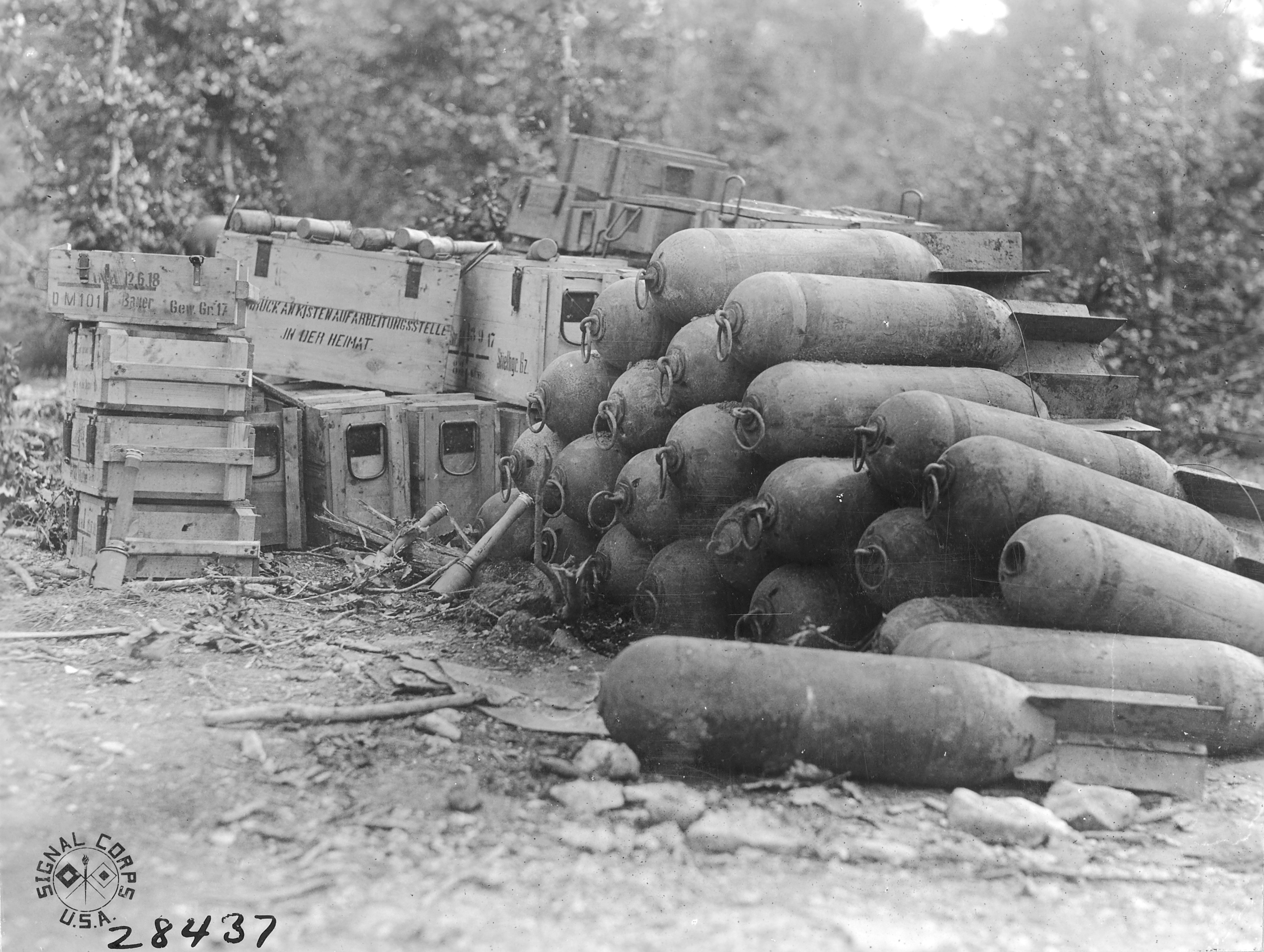
Bombe di Minenwerfer.